# Сугеров, Борис Андреевич
Борис Андреевич Сугеров (1921—1943) — старший лейтенант Рабоче-крестьянской Красной Армии, участник Великой Отечественной войны, Герой Советского Союза (1943).

## Биография
Борис Сугеров родился 2 августа 1921 года в селе Ходоровцы (ныне — Каменец-Подольский район Хмельницкой области Украины). После окончания девяти классов школы работал в колхозе. В 1939 году Сугеров был призван на службу в Рабоче-крестьянскую Красную Армию. В 1941 году он окончил Саратовское танковое училище. С начала Великой Отечественной войны — на её фронтах.
К февралю 1943 года старший лейтенант Борис Сугеров командовал ротой танков «Т-34» 129-й отдельной танковой бригады 13-й армии Брянского фронта. Отличился во время освобождения Курской области. 9 февраля 1943 года в бою за станцию Поныри рота Сугерова уничтожила 10 автомашин, 21 подводу, 9 танков, 7 противотанковых орудий, 3 расчёта противотанковых ружей. В том бою танк Сугерова был подбит, а сам танкист при этом погиб. Похоронен у станции Ольховатка Поныровского района Курской области.
Указом Президиума Верховного Совета СССР от 23 сентября 1943 года за «мужество и героизм, проявленные в боях» старший лейтенант Борис Сугеров посмертно был удостоен высокого звания Героя Советского Союза. Также был награждён орденами Ленина и Красной Звезды, медалью.
В честь Сугерова установлен памятник и названа улица в селе Лесоводы Городокского района Хмельницкой области.